# شیپتونتورپ
شیپتونتورپ (به انگلیسی: Shiptonthorpe) یک روستا و محله مدنی در بریتانیا است که در East Riding of Yorkshire واقع شده‌است. شیپتونتورپ ۵۰۳ نفر جمعیت دارد.